# Charles Leickert

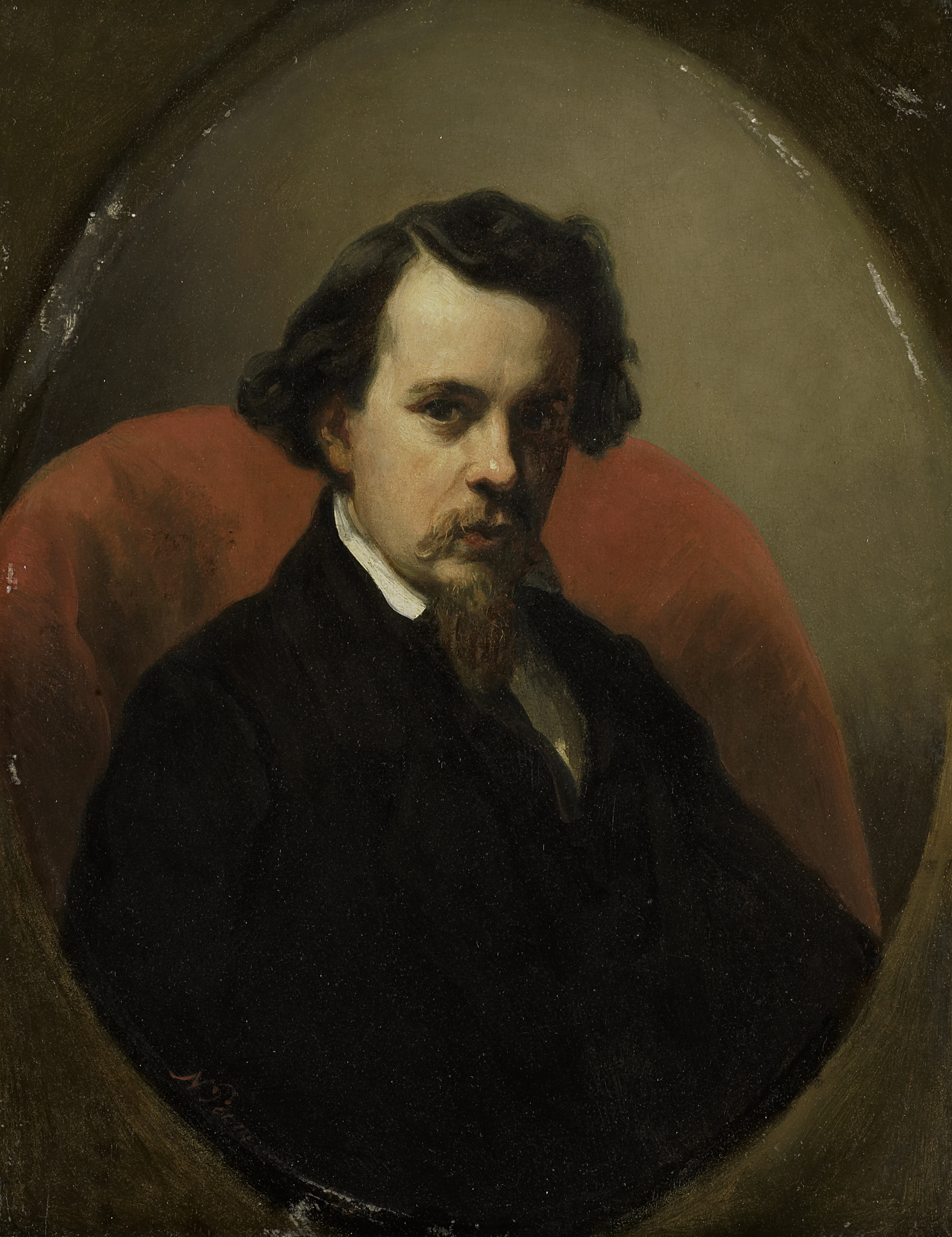
Nicolaas Pieneman, El pintor Charles Leickert, 1853, Rijksmuseum.

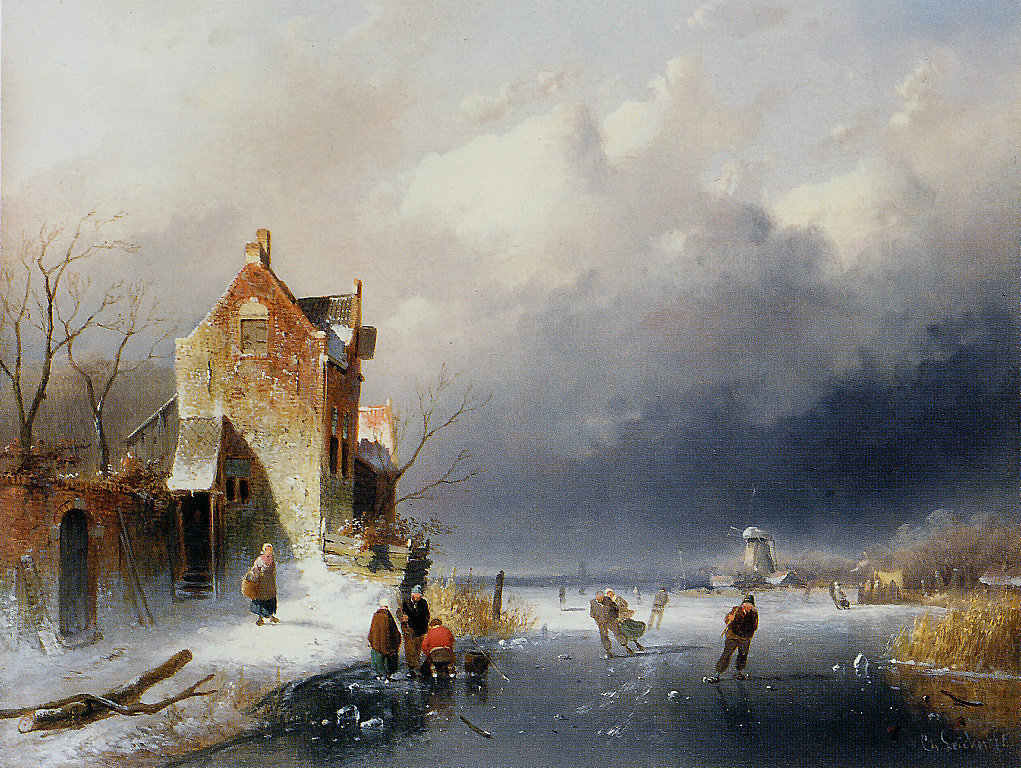
Paisaje helado con patinadores

Charles Henri Joseph Leickert ( Bruselas, 22 de septiembre de 1816-Maguncia, 5 de diciembre de 1907) fue un pintor y litógrafo neerlandés especializado en paisajes invernales, marinas y vistas urbanas.
De 1841 a 1848 residió en La Haya, donde se formó con los pintores paisajistas Bartholomeus van Hove, Wijnand Nuijen y Andreas Schelfhout. En 1848 se trasladó a Ámsterdam. Allí formó parte desde ese año de la sociedad Arti et Amicitiae. En 1856 ingresó en la Real Academia de Artes. Pasó algunas temporadas en Bruselas y realizó numerosos viajes antes de instalarse a los setenta y un años en Maguncia, Alemania.